# Atymnina elongata
Atymnina elongata är en insektsart som beskrevs av Frederick Byron Plummer. Atymnina elongata ingår i släktet Atymnina och familjen hornstritar. Inga underarter finns listade i Catalogue of Life.